# میان‌رود (سربیشه)
میان‌رود یک روستا در ایران است که در دهستان نهارجان شهرستان سربیشه واقع شده‌است. میان‌رود ۱۹۳ نفر جمعیت دارد.